# تجربة مسلسن وستال
تجربة مِسلسن وستال (بالإنجليزية: Meselson–Stahl experiment)‏ هي تجربة أجراها ماثيو مسلسن وفرانكلن ستال في سنة 1958 دعمت نتائجها فرضية واتسن وكريك القائلة بالتضاعف نصف المحافظ للـ DNA.
حَسَمَ مسلسن وستال في كون أفضل طريقة لوَسْم الـ DNA الأصل هو بتغيير إحدى ذراتها. وبما أنه يوجد عنصر الآزوت في القواعد الآزوتية من كل نكليوتيد، فقد قررا استعمال نظير للآزوت للتمييز بين الـ DNA الأصل والـ DNA جديد التركيب. النظير المستعمل هو الآزوت-15 (15N)، أي أنه يزيد بنُترون على الآزوت الشائع (14N)، مما يجعله أثقل، وبالتالي إمكانية تتبعه وفق الإجراءات التجريبية التي سيتم تفصيلها في بقية المقالة.

## فرضيات

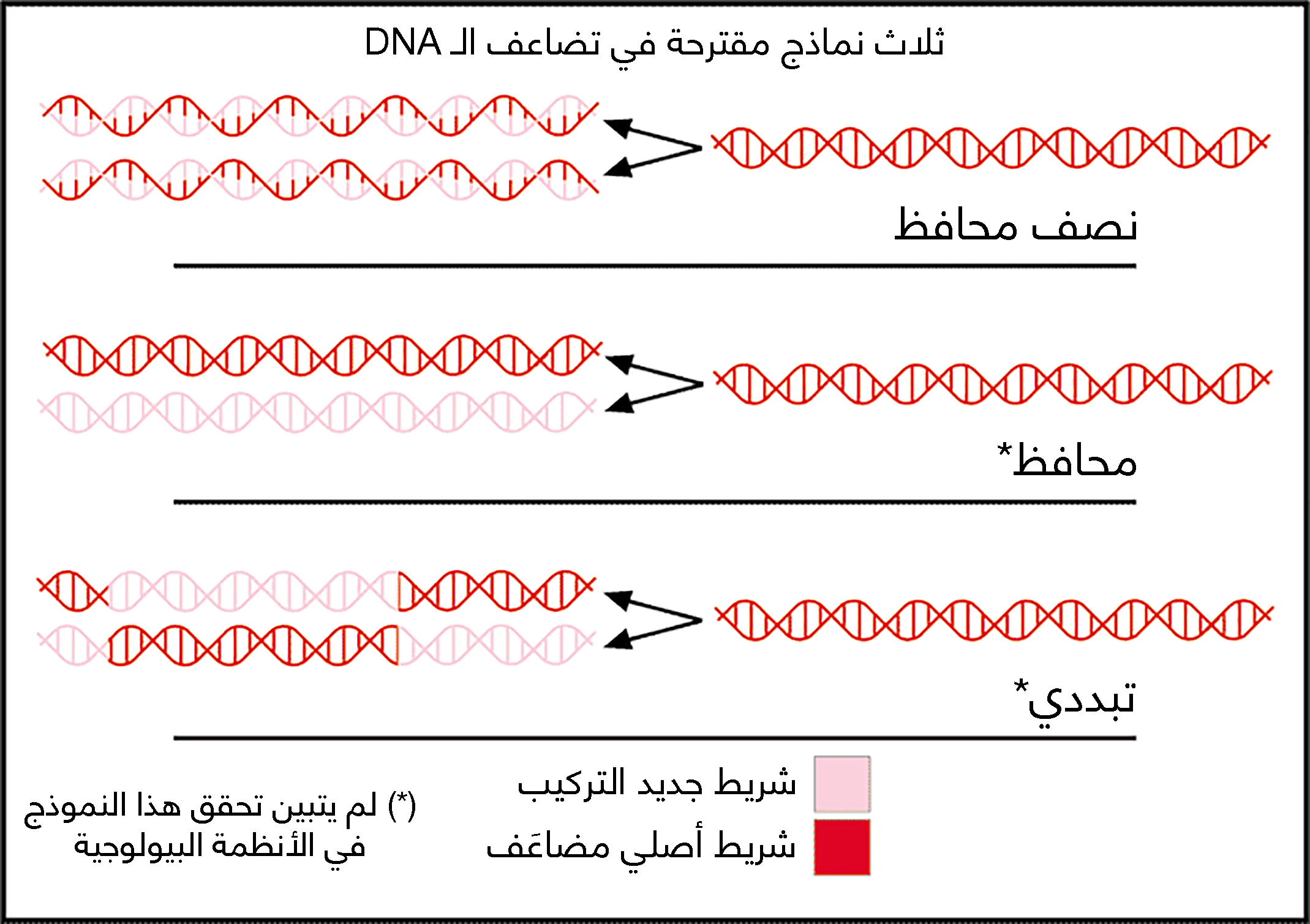
ملخص للفرضيات الثلاث المقترحة في آلية تضاعف الـ DNA

اقتُرح فيما مضى ثلاث فرضيات تفسر كيفية تضاعف الـ DNA.
في الفرضية نصف المحافظة التي هي من اقتراح واتسن وكريك، يفترق شريطي الـ DNA أثناء التضاعف، ويعمل كل شريط على حدة نموذجا لتركيب الشريط الجديد.
تعتبر الفرضية المحافظة أن مجموع جزيئة الـ DNA يعمل نموذجا لتركيب جزيئة DNA جديدة.
الفرضية التبدُّدية مجسَّدة في النموذج الذي اقترحه ماكس دلبروك، والذي يحاول علاج إشكالية حلّ شريطي اللولب المزدوج بواسطة آلية يتم بموجِبها كسر سلسلة الـ DNA بعد كل 10 نكليوتيدات أو ما يقارب، وحلّ الجزيئة. بفعل ذلك سيتم تركيب الـ DNA على شكل قطع قصيرة.

## الإجراء التجريبي والنتائج
الآزوت عنصر أساسي في الـ DNA.
قام العالمان ميسلسون وستال عام 1958م بفحص النماذج الثلاثة المحتملة لتضاعف دي إن إيه، وهي:
```
1-النموذج المحافظ (Conservative model): 
```

يعمل DNA بعضهما مع بعض كقالب لبناء جزئ DNA جديد مزدوج الشريط حيث يستمر جزيء DNA الأصلي على حاله ويذهب إلى إحدى الخليتين الجديدتين بينما يذهب الجزيء الجديد للخلية الأخرى.
2-التضاعف المشتت (Dispersive model):
يقطع جزئ DNA ككل إلى قطع صغيرة يستخدم كل منها كقالب لبناء لولبين جديدين يرتبط أن بعضهما ببعض بطريقة ما.
3-التضاعف شبه المحافظ (Semi Conservative model):
يبقى شريط واحد من الحلزون الأبوي مع الحلزون البنيوي حيث يبنى شريط جديد لكل شريط أبوي.

### التجربة
تستخدم ميسلسون وستال مادة لتعليم النيتروجين الثقيل نظير 15 وهي مادة تعليم غير مشعة.لدى الجزيئات المحتوية على نظير النيتروجين 15 كثافة أكبر من تلك المحتوية على النظير المشع نيتروجين 14 الشائع أو بالإمكان استخدام تقنية الطرد المركزي عالي السرعة لفصل الجزيئات ذات الكثافة المحتملة.
زُرعت البكتيريا في المرحلة الأولى في وسط يحتوي على نظير النيتروجين15 الذي أتحد بدوره مع قواعد دي ان أي في البكتيريا.بعد أجيال عدة، أصبح دي أن أي في تلك البكتيريا أكثر كثافة من ذلك الموجود في البكتيريا.والتي زُرعت في وسط يحتوي نظير النيتروجين 14 الطبيعي والمتوافر. نقل ميسلسون وستال البكتيريا من الوسط المحتوى على نظير النيتروجين 15 إلى وسط يحتوي على نظير النيتروجين 14 ثم جمعا دي ان أي على مدة زمنية مختلفة. أذيب دي أن أي من كل فترة زمنية في محلول ملحي ثقيل، كلوريد السيزيوم، وتم تدويره المحلول في جهاز الطرد المركزي عالي السرعة، سببت قوة الطرد المركزي الكبيرة هجرة السيزيوم نحو قعر أنبوب الطرد المركزي صانعة تدرجاً من تركيز السيزيوم، ومن ثم تدرجاً في الكثافة.كل شريط دي أن أي طاف أو غاص في هذا التدرج إلى أن وصل إلى نقطة تطابق كثافته تماماً كثافة السيزيوم في ذلك الموقع.ولأن أشرطة نظير النيتروجين 14 خفيف فإنها تهاجر أبعد نحو قاع الانبوب.
تساوت كثافة عينات دي ان أي التي جمعت فوراً بعد أن نقلت البكتيريا إلى وسط نظير النيتروجين 14 مع دي ان اي المحتوي على النيتروجين 15 فقط. إلا أنه بعد أن أنهت البكتيريا أول جولة من التضاعف قلت كثافة دي أن أي اللى قيمة وسطى دي ان اي مع نظير النيتروجين 14 وحدة ودي ان اي ونظير النيتروجين 15 لوحظ بعد الجولة الثانية من التضاعف صنفان من دي ان أي واحد وسط واحد بساوي دي ان أي نظير النيتروجين 14.
تفسير نتائج ميسلسون وستال:
1. لم يكن النموذج المحافظ متماشيا مع نتائج الجولة الأولى من التضاعف، إذ كان لا بد من ملاحظة كثافتين لأشرطة دي إن أيه تكون إمّا ثقيلة (أبوية) أو خفيفة بنوية وهكذا رفض هذا النموذج.
2. توافق نموذج شبه المحافظ مع الملاحظات جميعها فبعد أول جولة من التضاعف يتوقع أن تكون هناك كثافة وحيدة لأن جزيئات دي أن أي جميعها سيكون لها أشرطة خفيفة وأخرى ثقيلة.وبعد جولتين من التضاغف سيكون لدى نصف الجزيئات شريطان خفيفان ونصف الجزيئات الآخر سيكون له شريطان خفيف وثقيل. ولذا سيلاحظ هناك كثافتان لذا فان النتائج تدعم النموذج شبه المحافظ.
3. النموذج التشتتي كان متطابقاً مع نتائج الجولة الأولى من التضاعف ففي هذا النموذج سيكون كل حلزون دي إن أيه من أشرطة خليطة نص خفيف ونص ثقيل ولكن بعد جولتين من التضاغف سيبقى النموذج التشتتي ينتج كثافة وحيدة تتألف من ثلاث أرباع أشرطة دي إن أيه خفيفة وربع ثقيلة عوضاًعن ذلك لوحظ وجود كثافتين، لذا رُفض هذا النموذج أيضاً. وباستخدام سلسلة التجارب هذه على بكتيريا القولون تمكن ميسلون وستال من إثبات أن الطريقتين الأولى والثانية لا يمكن حدوثهما، ووفرا دليلاً قوياً على صدق الطريقة الثالثة وهي التضاعف شبه المحافظ.

### ببليوغرافيا
كتاب علم الأحياء: - صفحة 263 للمؤلف بيتر هـ. ريفن سنة 2014 جورج ب. جونسون، ‌جوناثان ب. لوسوس

## وصلات خارجية
- Matthew Meselson's short talk: "The Semi-Conservative Replication of DNA" نسخة محفوظة 2 فبراير 2017 على موقع واي باك مشين.
- DNA From The Beginning A animation which explains the experiment.
- The Meselson–Stahl Experiment Another useful animation.
- Meselson and Stahl Experiment English Animation
- Description of the Meselson-Stahl Experiment including original data from Visionlearning